# Rhode Island School of Design

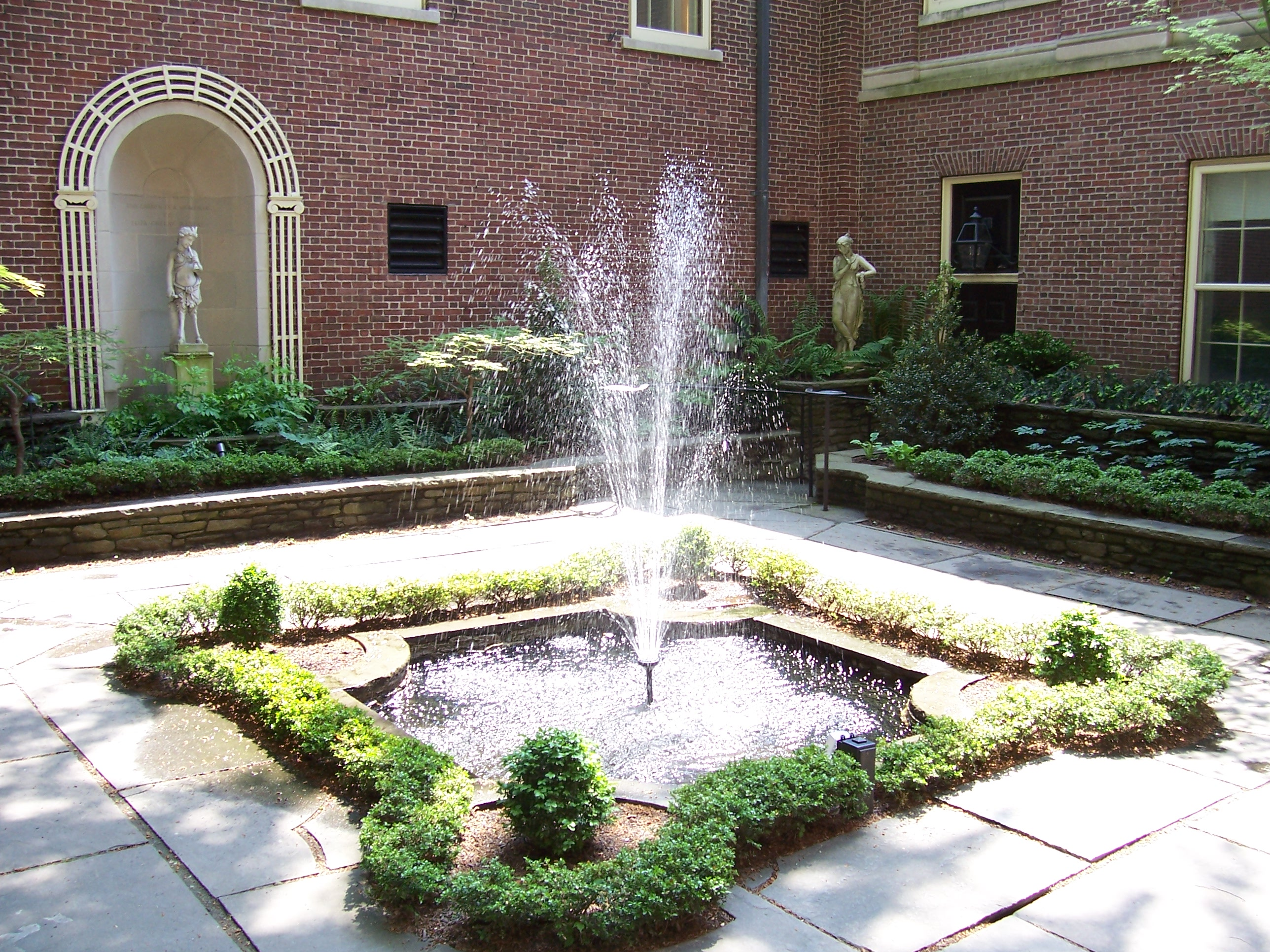

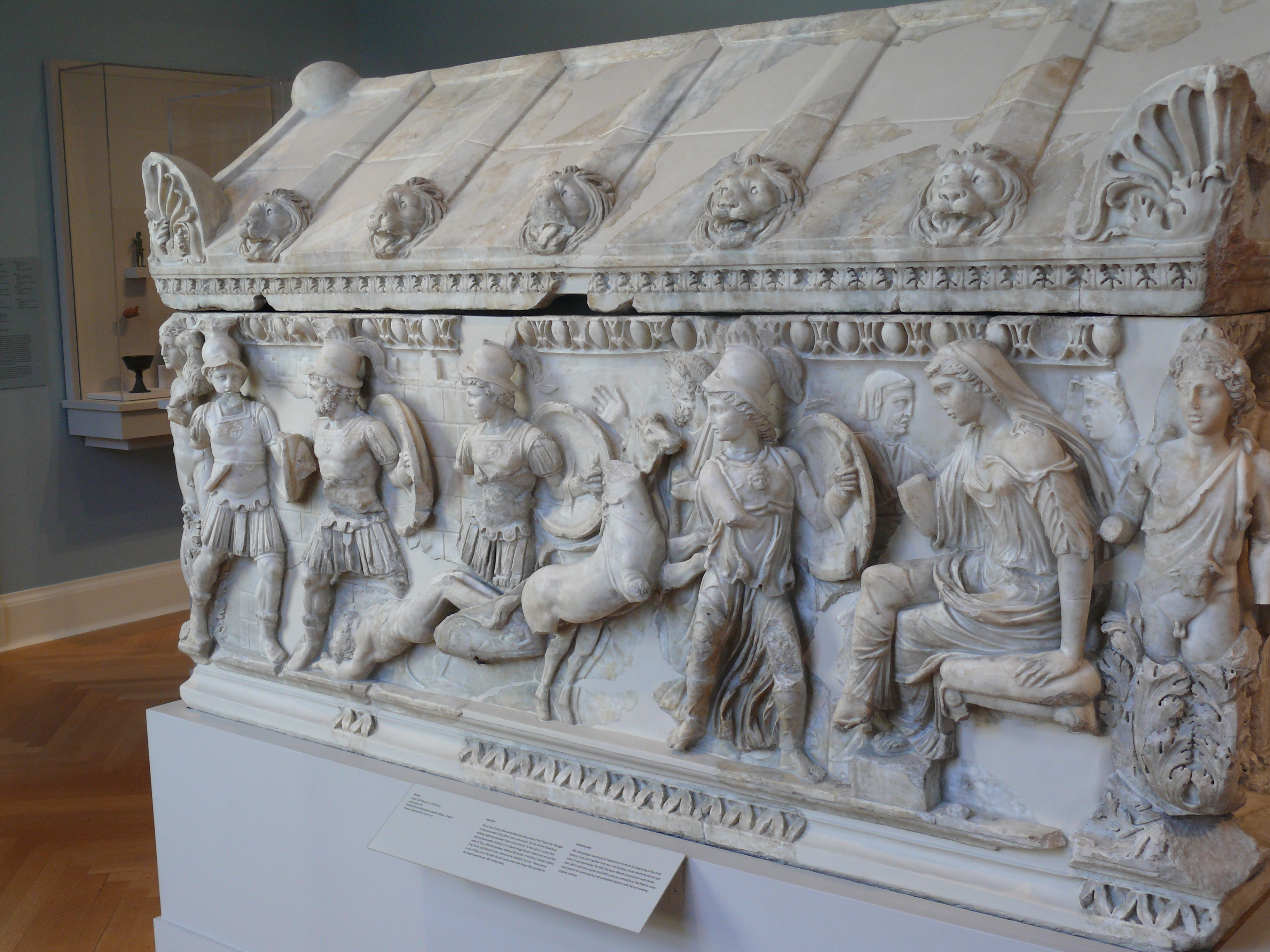

Rhode Island School of Design (RISD) är en av de högst ansedda konsthögskolorna i USA. RISD ligger i Providence, Rhode Island, med inriktningarna "de sköna konsterna" och design. På RISD studeras bland annat även grafisk design, arkitektur, industriell design, inredningsarkitektur och film. Kända alumner inkluderar Prins Carl Philip, Shepard Fairey, James Franco och Seth MacFarlane.
Studenter på Rhode Island School of Design har tillgång till studier på systerskolan och Ivy Leagueuniversitet Brown University. Tillsammans erbjuder de båda universiteten även en dubbel kandidatexamen.